# Escaphiella
Escaphiella là một chi nhện trong họ Oonopidae.